# 19e étape du Tour de France 2023
Pour un article plus général, voir Tour de France 2023.
La 19e étape du Tour de France 2023 se déroule le vendredi 21 juillet 2023 entre Moirans-en-Montagne (Jura) et Poligny (Jura), sur une distance de 172,8 kilomètres.

## Déroulement de la course
Le début de l'étape est assez nerveux, les attaques sont nombreuses, avec quelques coureurs se retrouvant seuls ou en duo en tête de la course. Après une cinquantaine de kilomètres, neuf hommes constituent la première échappée sérieuse : les Français Julian Alaphilippe et Warren Barguil, les Allemands Nils Politt et Georg Zimmermann, les Belges Victor Campenaerts et Tiesj Benoot, le Danois Mads Pedersen, l'Italien Matteo Trentin et l'Australien Jack Haig. Politt, victime d'un problème mécanique, doit laisser partir ses huit compagnons d'échappée. Alors que le peloton est à peine à une minute au sprint intermédiaire, un important groupe d'une trentaine de coureurs revient sur les huit fuyards à environ soixante-dix kilomètres du but. Ce groupe ne comprend ni le maillot jaune de Vingegaard ni le maillot blanc de Pogačar mais le maillot vert de Jasper Philipsen, son équipier Mathieu van der Poel ainsi que d'autres rouleurs comme Kasper Asgreen, Christophe Laporte, Tiesj Benoot, Matej Mohorič, Alberto Bettiol et Tom Pidcock.
À 60 km de l'arrivée, Victor Campenaerts (Lotto Dstny) et l'Australien Simon Clarke (Israel Premier Tech) placent une attaque et s'isolent en tête. Mais, à 33 km du but, Clarke victime de crampes, ne peut suivre le Belge. Campenaerts est repris et dépassé trois kilomètres plus loin, au pied de l’ultime ascension du jour, la côte d’Ivory, km 144,7 (3e catégorie, 2,3 km à 5,9 %), par le Danois Kasper Asgreen (Soudal Quick-Step), le Slovène Matej Mohorič (Bahrain Victorious) et l'Australien Ben O’Connor (AG2R Citroën) sortis du groupe de chasse. Le trio collabore et file vers l'arrivée en maintenant un avantage d'une trentaine de secondes sur les premiers poursuivants. À Poligny, O’Connor lance le sprint de loin mais il est remonté par Asgreen, lui-même dépassé sur la ligne par Matej Mohorič qui l'emporte d'un boyau. Le Slovène signe sa troisième victoire sur le Tour, après son doublé en 2021. Philipsen règle le sprint pour la quatrième place tandis que le peloton maillot jaune arrive à plus de treize minutes du vainqueur. Avec 49,129 km/h de moyenne sur cette étape, elle est la troisième plus rapide du Tour de France au XXIe siècle,.

## Résultats
Cette section présente les résultats et prix obtenus au cours de l'étape.

### Classement de l'étape
| Classement de la 19e étape | Classement de la 19e étape | Classement de la 19e étape | Classement de la 19e étape | Classement de la 19e étape |
|                            | Coureur                    | Pays                       | Équipe                     | Temps                      |
| -------------------------- | -------------------------- | -------------------------- | -------------------------- | -------------------------- |
| 1er                        | Matej Mohorič              | Slovénie                   | Bahrain Victorious         | en 3 h 31 min 2 s          |
| 2e                         | Kasper Asgreen             | Danemark                   | Soudal Quick-Step          | + 0 s                      |
| 3e                         | Ben O'Connor               | Australie                  | AG2R Citroën Team          | + 4 s                      |
| 4e                         | Jasper Philipsen           | Belgique                   | Alpecin-Deceuninck         | + 39 s                     |
| 5e                         | Mads Pedersen              | Danemark                   | Lidl-Trek                  | + 39 s                     |
| 6e                         | Christophe Laporte         | France                     | Jumbo-Visma                | + 39 s                     |
| 7e                         | Luka Mezgec                | Slovénie                   | Team Jayco AlUla           | + 39 s                     |
| 8e                         | Alberto Bettiol            | Italie                     | EF Education-EasyPost      | + 39 s                     |
| 9e                         | Matteo Trentin             | Italie                     | UAE Team Emirates          | + 39 s                     |
| 10e                        | Tom Pidcock                | Royaume-Uni                | Ineos Grenadiers           | + 39 s                     |
| modifier                   |                            |                            |                            |                            |

### Bonifications en temps
|   | Coureur        | Pays      | Équipe             | Secondes |
| - | -------------- | --------- | ------------------ | -------- |
| 1 | Matej Mohorič  | Slovénie  | Bahrain Victorious | 10 s     |
| 2 | Kasper Asgreen | Danemark  | Soudal Quick-Step  | 6 s      |
| 3 | Ben O'Connor   | Australie | AG2R Citroën Team  | 4 s      |

### Points attribués
| Sprint intermédiaire Ney (km 97,7) | Sprint intermédiaire Ney (km 97,7) | Sprint intermédiaire Ney (km 97,7) | Sprint intermédiaire Ney (km 97,7) | Sprint intermédiaire Ney (km 97,7) |
| ---------------------------------- | ---------------------------------- | ---------------------------------- | ---------------------------------- | ---------------------------------- |
|                                    | Coureur                            | Pays                               | Équipe                             | Point(s)                           |
| 1er                                | Mads Pedersen                      | Danemark                           | Lidl-Trek                          | 20                                 |
| 2e                                 | Victor Campenaerts                 | Belgique                           | Lotto Dstny                        | 17                                 |
| 3e                                 | Warren Barguil                     | France                             | Arkéa-Samsic                       | 15                                 |
| 4e                                 | Julian Alaphilippe                 | France                             | Soudal Quick-Step                  | 13                                 |
| 5e                                 | Jack Haig                          | Australie                          | Bahrain Victorious                 | 11                                 |
| 6e                                 | Tiesj Benoot                       | Belgique                           | Jumbo-Visma                        | 10                                 |
| 7e                                 | Georg Zimmermann                   | Allemagne                          | Intermarché-Circus-Wanty           | 9                                  |
| 8e                                 | Matteo Trentin                     | Italie                             | UAE Team Emirates                  | 8                                  |
| 9e                                 | Jasper Philipsen                   | Belgique                           | Alpecin-Deceuninck                 | 7                                  |
| 10e                                | Jordi Meeus                        | Belgique                           | Bora-Hansgrohe                     | 6                                  |
| 11e                                | Corbin Strong                      | Nouvelle-Zélande                   | Israel-Premier Tech                | 5                                  |
| 12e                                | Mathieu van der Poel               | Pays-Bas                           | Alpecin-Deceuninck                 | 4                                  |
| 13e                                | Jonas Abrahamsen                   | Norvège                            | Uno-X Pro Cycling Team             | 3                                  |
| 14e                                | Anthon Charmig                     | Danemark                           | Uno-X Pro Cycling Team             | 2                                  |
| 15e                                | Nick Schultz                       | Australie                          | Israel-Premier Tech                | 1                                  |
| modifier                           |                                    |                                    |                                    |                                    |

| Arrivée d'étape Poligny (km 172,8) | Arrivée d'étape Poligny (km 172,8) | Arrivée d'étape Poligny (km 172,8) | Arrivée d'étape Poligny (km 172,8) | Arrivée d'étape Poligny (km 172,8) |
| ---------------------------------- | ---------------------------------- | ---------------------------------- | ---------------------------------- | ---------------------------------- |
|                                    | Coureur                            | Pays                               | Équipe                             | Point(s)                           |
| 1er                                | Matej Mohorič                      | Slovénie                           | Bahrain Victorious                 | 50                                 |
| 2e                                 | Kasper Asgreen                     | Danemark                           | Soudal Quick-Step                  | 30                                 |
| 3e                                 | Ben O'Connor                       | Australie                          | AG2R Citroën Team                  | 20                                 |
| 4e                                 | Jasper Philipsen                   | Belgique                           | Alpecin-Deceuninck                 | 18                                 |
| 5e                                 | Mads Pedersen                      | Danemark                           | Lidl-Trek                          | 16                                 |
| 6e                                 | Christophe Laporte                 | France                             | Jumbo-Visma                        | 14                                 |
| 7e                                 | Luka Mezgec                        | Slovénie                           | Team Jayco AlUla                   | 12                                 |
| 8e                                 | Alberto Bettiol                    | Italie                             | EF Education-EasyPost              | 10                                 |
| 9e                                 | Matteo Trentin                     | Italie                             | UAE Team Emirates                  | 8                                  |
| 10e                                | Tom Pidcock                        | Royaume-Uni                        | Ineos Grenadiers                   | 7                                  |
| 11e                                | Georg Zimmermann                   | Allemagne                          | Intermarché-Circus-Wanty           | 6                                  |
| 12e                                | Mathieu van der Poel               | Pays-Bas                           | Alpecin-Deceuninck                 | 5                                  |
| 13e                                | Marco Haller                       | Autriche                           | Bora-Hansgrohe                     | 4                                  |
| 14e                                | Dylan Groenewegen                  | Pays-Bas                           | Team Jayco AlUla                   | 3                                  |
| 15e                                | Fred Wright                        | Royaume-Uni                        | Bahrain Victorious                 | 2                                  |
| modifier                           |                                    |                                    |                                    |                                    |

### Cols et côtes
| Côte du Bois de Lionge (km 23,7) 4e catégorie (1,9 km à 5,7 %) | Côte du Bois de Lionge (km 23,7) 4e catégorie (1,9 km à 5,7 %) | Côte du Bois de Lionge (km 23,7) 4e catégorie (1,9 km à 5,7 %) | Côte du Bois de Lionge (km 23,7) 4e catégorie (1,9 km à 5,7 %) | Côte du Bois de Lionge (km 23,7) 4e catégorie (1,9 km à 5,7 %) |
| -------------------------------------------------------------- | -------------------------------------------------------------- | -------------------------------------------------------------- | -------------------------------------------------------------- | -------------------------------------------------------------- |
|                                                                | Coureur                                                        | Pays                                                           | Équipe                                                         | Point(s)                                                       |
| 1er                                                            | Alexey Lutsenko                                                | Kazakhstan                                                     | Astana Qazaqstan Team                                          | 1                                                              |
| modifier                                                       |                                                                |                                                                |                                                                |                                                                |

| Côte d'Ivory (km 144,7) 3e catégorie (2,3 km à 5,9 %) | Côte d'Ivory (km 144,7) 3e catégorie (2,3 km à 5,9 %) | Côte d'Ivory (km 144,7) 3e catégorie (2,3 km à 5,9 %) | Côte d'Ivory (km 144,7) 3e catégorie (2,3 km à 5,9 %) | Côte d'Ivory (km 144,7) 3e catégorie (2,3 km à 5,9 %) |
| ----------------------------------------------------- | ----------------------------------------------------- | ----------------------------------------------------- | ----------------------------------------------------- | ----------------------------------------------------- |
|                                                       | Coureur                                               | Pays                                                  | Équipe                                                | Point(s)                                              |
| 1er                                                   | Matej Mohorič                                         | Slovénie                                              | Bahrain Victorious                                    | 2                                                     |
| 2e                                                    | Ben O'Connor                                          | Australie                                             | AG2R Citroën Team                                     | 1                                                     |
| modifier                                              |                                                       |                                                       |                                                       |                                                       |

### Prix de la combativité
- Victor Campenaerts (Lotto Dstny)

## Classements à l'issue de l'étape
Cette section présente le classement général et les différents classements annexes à l'issue de l'étape.

### Classement général
| Classement général | Classement général | Classement général | Classement général | Classement général  |
|                    | Coureur            | Pays               | Équipe             | Temps               |
| ------------------ | ------------------ | ------------------ | ------------------ | ------------------- |
| 1er                | Jonas Vingegaard   | Danemark           | Jumbo-Visma        | en 75 h 49 min 24 s |
| 2e                 | Tadej Pogačar      | Slovénie           | UAE Team Emirates  | + 7 min 35 s        |
| 3e                 | Adam Yates         | Royaume-Uni        | UAE Team Emirates  | + 10 min 45 s       |
| 4e                 | Carlos Rodríguez   | Espagne            | Ineos Grenadiers   | + 12 min 1 s        |
| 5e                 | Simon Yates        | Royaume-Uni        | Team Jayco AlUla   | + 12 min 19 s       |
| 6e                 | Pello Bilbao       | Espagne            | Bahrain Victorious | + 12 min 50 s       |
| 7e                 | Jai Hindley        | Australie          | Bora-Hansgrohe     | + 13 min 50 s       |
| 8e                 | Felix Gall         | Autriche           | AG2R Citroën Team  | + 16 min 11 s       |
| 9e                 | Sepp Kuss          | États-Unis         | Jumbo-Visma        | + 16 min 49 s       |
| 10e                | David Gaudu        | France             | Groupama-FDJ       | + 17 min 57 s       |
| modifier           |                    |                    |                    |                     |

| Classement par points | Classement par points | Classement par points | Classement par points | Classement par points |
| --------------------- | --------------------- | --------------------- | --------------------- | --------------------- |
|                       | Coureur               | Pays                  | Équipe                | Point(s)              |
| 1er                   | Jasper Philipsen      | Belgique              | Alpecin-Deceuninck    | 377 points            |
| 2e                    | Mads Pedersen         | Danemark              | Lidl-Trek             | 238 pts               |
| 3e                    | Bryan Coquard         | France                | Cofidis               | 188 pts               |
| 4e                    | Tadej Pogačar         | Slovénie              | UAE Team Emirates     | 146 pts               |
| 5e                    | Kasper Asgreen        | Danemark              | Soudal Quick-Step     | 125 pts               |
| 6e                    | Jordi Meeus           | Belgique              | Bora-Hansgrohe        | 123 pts               |
| 7e                    | Jonas Vingegaard      | Danemark              | Jumbo-Visma           | 107 pts               |
| 8e                    | Matej Mohorič         | Slovénie              | Bahrain Victorious    | 106 pts               |
| 9e                    | Pello Bilbao          | Pays-Bas              | Bahrain Victorious    | 95 pts                |
| 10e                   | Dylan Groenewegen     | Pays-Bas              | Team Jayco AlUla      | 95 pts                |
| modifier              |                       |                       |                       |                       |

| Classement du meilleur grimpeur | Classement du meilleur grimpeur | Classement du meilleur grimpeur | Classement du meilleur grimpeur | Classement du meilleur grimpeur |
| ------------------------------- | ------------------------------- | ------------------------------- | ------------------------------- | ------------------------------- |
|                                 | Coureur                         | Pays                            | Équipe                          | Point(s)                        |
| 1er                             | Giulio Ciccone                  | Italie                          | Lidl-Trek                       | 88 points                       |
| 2e                              | Felix Gall                      | Autriche                        | AG2R Citroën Team               | 82 pts                          |
| 3e                              | Jonas Vingegaard                | Danemark                        | Jumbo-Visma                     | 81 pts                          |
| 4e                              | Neilson Powless                 | États-Unis                      | EF Education-EasyPost           | 58 pts                          |
| 5e                              | Tadej Pogačar                   | Slovénie                        | UAE Team Emirates               | 49 pts                          |
| 6e                              | Simon Yates                     | Royaume-Uni                     | Team Jayco AlUla                | 40 pts                          |
| 7e                              | Tobias Johannessen              | Norvège                         | Uno-X Pro Cycling Team          | 38 pts                          |
| 8e                              | Jai Hindley                     | Australie                       | EF Education-EasyPost           | 31 pts                          |
| 9e                              | Michał Kwiatkowski              | Pologne                         | Ineos Grenadiers                | 30 pts                          |
| 10e                             | Michael Woods                   | Canada                          | Israel-Premier Tech             | 28 pts                          |
| modifier                        |                                 |                                 |                                 |                                 |

| Classement général du meilleur jeune | Classement général du meilleur jeune | Classement général du meilleur jeune | Classement général du meilleur jeune | Classement général du meilleur jeune |
|                                      | Coureur                              | Pays                                 | Équipe                               | Temps                                |
| ------------------------------------ | ------------------------------------ | ------------------------------------ | ------------------------------------ | ------------------------------------ |
| 1er                                  | Tadej Pogačar                        | Slovénie                             | UAE Team Emirates                    | en 75 h 56 min 59 s                  |
| 2e                                   | Carlos Rodríguez                     | Espagne                              | Ineos Grenadiers                     | + 4 min 26 s                         |
| 3e                                   | Felix Gall                           | Autriche                             | AG2R Citroën Team                    | + 8 min 36 s                         |
| 4e                                   | Tom Pidcock                          | Royaume-Uni                          | Ineos Grenadiers                     | + 37 min 9 s                         |
| 5e                                   | Mattias Skjelmose                    | Danemark                             | Lidl-Trek                            | + 1 h 47 min 9 s                     |
| 6e                                   | Mathieu Burgaudeau                   | France                               | TotalEnergies                        | + 1 h 54 min 15 s                    |
| 7e                                   | Tobias Johannessen                   | Norvège                              | Uno-X Pro Cycling Team               | + 2 h 7 min 4 s                      |
| 8e                                   | Clément Champoussin                  | France                               | Arkéa-Samsic                         | + 2 h 38 min 1 s                     |
| 9e                                   | Matthew Dinham                       | Australie                            | Team DSM-Firmenich                   | + 2 h 54 min 30 s                    |
| 10e                                  | Maxim Van Gils                       | Belgique                             | Lotto Dstny                          | + 3 h 0 min 34 s                     |
| modifier                             |                                      |                                      |                                      |                                      |

| Classement par équipes | Classement par équipes | Classement par équipes | Classement par équipes |
|                        | Équipe                 | Pays                   | Temps                  |
| ---------------------- | ---------------------- | ---------------------- | ---------------------- |
| 1re                    | Jumbo-Visma            | Pays-Bas               | en 227 h 54 min 45 s   |
| 2e                     | UAE Team Emirates      | Émirats arabes unis    | + 27 min 15 s          |
| 3e                     | Bahrain Victorious     | Bahreïn                | + 30 min 9 s           |
| 4e                     | Ineos Grenadiers       | Royaume-Uni            | + 32 min 56 s          |
| 5e                     | Groupama-FDJ           | France                 | + 1 h 7 min 51 s       |
| 6e                     | AG2R Citroën Team      | France                 | + 1 h 52 min 48 s      |
| 7e                     | Bora-Hansgrohe         | Allemagne              | + 1 h 58 min 48 s      |
| 8e                     | Team Jayco AlUla       | Australie              | + 3 h 12 min 23 s      |
| 9e                     | Movistar Team          | Espagne                | + 4 h 26 min 56 s      |
| 10e                    | Israel-Premier Tech    | Israël                 | + 4 h 30 min 1 s       |
| modifier               |                        |                        |                        |

## Abandons
Il n'y a pas eu d'abandon lors de cette 19e étape.